# Asperula popovii
Asperula popovii är en måreväxtart som beskrevs av Boris Konstantinovich Schischkin. Asperula popovii ingår i släktet färgmåror, och familjen måreväxter. Inga underarter finns listade i Catalogue of Life.